# Васса (буддистський піст)
Васса або Панса (палі vassa-, санскр. varṣa-; бірм. ဝါတွင်း, [wàdwíɴ]; кхмер. វស្សា or ព្រះវស្សា; лаос. ພັນສາ [pʰán sǎː], інколи ວັດສາ [wāt sǎː]; тай. พรรษา панса чи วรรษา ватса) 
 — тримісячний ретрит або піст у буддистів Тхеравада. Васса аналогічний Великому посту у православних. Відбувається протягом трьох місяців сезону дощів (липень - жовтень).  Протягом трьох місяців ченці не полишають межі їхнього храму і займаються інтенсивною медитацією. Деякі буддистські миряни на цей період вводять обмеження у вживанні м'яса, алкоголю та тютюну.

## Обрядовість

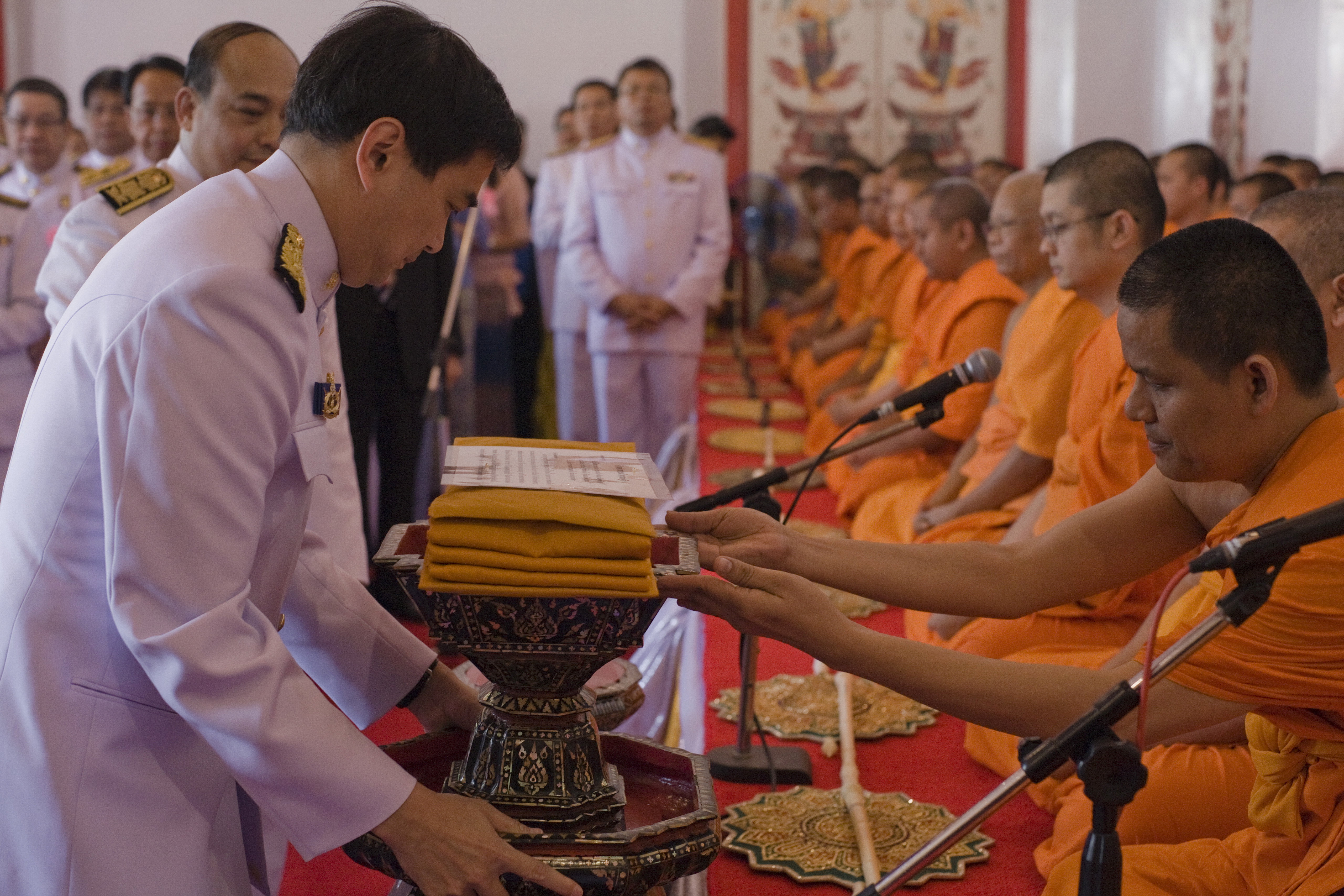
Тайський прем'єр-міністр дарує одяг ченцям

Традиція дотримуватися посту Васса передувала вченню Будди Гуатами. У індуїзмі це був період, коли святі не подорожували щоб випадково не пошкодити врожай та комах протягом сезону дощів.

Васса починається на наступний день після великого свята Асала Пуджа або День Дгарми. У цей день миряни вшановують ченців і несуть їм різні подарунки (від фруктів до побутової техніки). Піст закінчується святом Паварана і фестивалем Катхін.
Перший день посту називається у Таїланді Ван Као Панса. У регіоні Ісаан у цей день відбувається свічковий фестиваль. Найбільший фестиваль традиційно проходить у місті Убон Рачатані.